# Carausius rugosus
Carausius rugosus är en insektsart som beskrevs av Brunner von Wattenwyl 1907. Carausius rugosus ingår i släktet Carausius och familjen Phasmatidae. Inga underarter finns listade.